# John Nurminens stiftelse
John Nurminens stiftelse (finska: John Nurmisen säätiö) är en finländsk stiftelse.
Stiftelsen grundades 1992 med syfte att tillvarata och främja historia och kulturtraditioner inom sjöfarten. Stiftelsen äger en betydande samling antika kartor och marina föremål, som visats på olika utställningar. I internationellt samarbete med framstående experter har stiftelsen även publicerat flera betydande sjöhistoriska bokverk.